# Ibuki
Ibuki (in giapponese 息吹) è una tecnica di respiro rumoroso, adoperata nelle arti marziali, con l'obiettivo di assorbire qualsiasi forza contraria; essa è fatta con una lunga espirazione e si conclude con un respiro breve e vocalizzato.
Questa tecnica è il canale attraverso il quale il tanden collega lo spirito al corpo, attraverso il Ki. Questa tecnica serve per contrarre tutti i muscoli del corpo in un solo momento ed è atta ad assorbire un colpo ricevuto senza risentire alcun danno, o comunque una minima parte. Questa contrazione, che avviene tramite la respirazione ibuki, è detta contrazione kime.
Con la respirazione ibuki e con il kime, si ottiene il Kiai.
Per ottenere tale respirazione, occorre:
- 1) All'inizio, respirare lentamente e silenziosamente in modo tale che il respiro arrivi fino al diaframma. Respirate così silenziosamente che non si riesca a capire se state respirando o no.
- 2) Contraete l'addome e forzate una lunga espirazione a bocca aperta.
- 3) Quando vi sembra di avere esaurito tutta l'aria nei vostri polmoni, contraete l'addome e forzate l'espulsione di un ultimo respiro. Mettete la lingua tra i denti.

Il suono che si sente uscire attraverso la respirazione ibuki è un suono forte, animalesco e quasi minaccioso. Questo è dovuto alla contrazione muscolare dell'intero corpo, compresi bocca e gola, e dal fatto che l'aria è spinta fuori dall'addome..
La respirazione ibuki si divide in due tecniche:
- ibuki yoo (solare) avviene con la parte bassa dei polmoni, solitamente poco utilizzata, mediante l'abbassamento dei fasci addominali e l'inspirazione nasale. L'espirazione avviene in maniera rumorosa, con l'aria espulsa per la contrazione addominale e l'inclinazione in avanti del bacino.
- ibuki in (lunare) è molto più morbida di quella solare, sempre addominale ma meno profonda e quindi meno rumorosa; è perciò usata nell'esecuzione di tecniche più morbide.